# Rezervația naturală Rădoaia
Rădoaia este o rezervație naturală de plante medicinale în raionul Sîngerei, Republica Moldova. Este amplasată în ocolul silvic Alexăndreni, Rădoaia, parcela 23. Are o suprafață de 73 ha. Obiectul este administrat de Gospodăria Silvică de Stat Bălți.